# Колодій Володимир Данилович
Волод́имир Дан́илович Колод́ій  (7 листопада 1968, Рівне) — український спідвейний гонщик, багаторазовий чемпіон України, вихованець рівненського спідвею. Володар «Золотого Шолому Словаччини» (1995).

## Кар'єра

### 1980-ті
Спідвеєм почав займатися у 14 років. Перший тренер — Віктор Дехтярук.
У другій половині 80-их разом з Віктором Пастуховим становив юніорську „ударну силу“ рівненського «Сигналу», який тричі поспіль (1985-1987) здобував титул найсильнішої команди СРСР.
Проходячи службу у Збройних силах СРСР, виступав за львівський «СКА». В парі з Д.Грєзіним здобув бронзові нагороди Кубку СРСР серед пар.

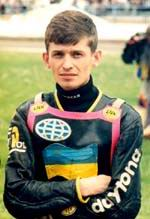
В середині 90-их

### 1990-ті
У 90-их неодноразово ставав чемпіоном України в особистому заліку. 
Перейшовши до складу „Мега-Лади“ у 1994 році, став одним з лідерів тольяттінського клубу, здобувши два чемпіонських титули поспіль (1994-1995).
У 1995 році за СРЗ (2,692) зайняв друге місце серед усіх гонщиків, які брали участь в чемпіонаті. 
У тому ж році став переможцем «Золотого Шолому Словаччини».
У 1996 здобув бронзові нагороди у складі команди „Спідвей-Центр“ (Даугавпілс, Латвія).

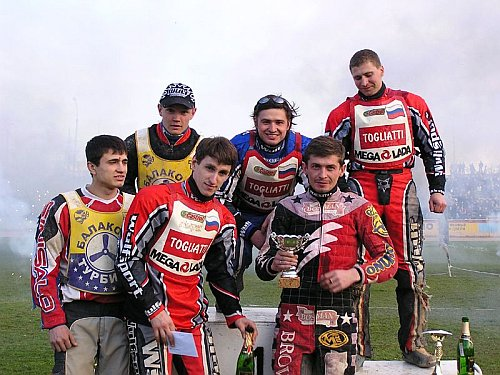
Володимир Колодій (з кубком) у 2003 р.

### 2000-ні
Після відродження спідвею у Рівному в 2003 році протягом декількох сезонів був лідером рівненської команди „Україна“. В 2003 році за кількістю набраних очок (125) зайняв третє місце серед усіх гонщиків Міжнаціональної ліги, які брали участь в чемпіонаті (друге місце з 127 очками зайняв ще один представник України —- Ігор Марко).
В парі з Володимиром Трофимовим двічі поспіль (2003-2004 рр.) стає чемпіоном України серед пар, а також чемпіоном України в командному заліку-2003 (в складі «Спідвей-Клуб-Трофимов»).
Учасник Чемпіонатів Європи на трав'яному треку (1995, 1996, 2000, 2001, 2002, 2003, 2004).
Є улюбленцем рівненських вболівальників за видовищну манеру їзди.

## Досягнення

### В Україні

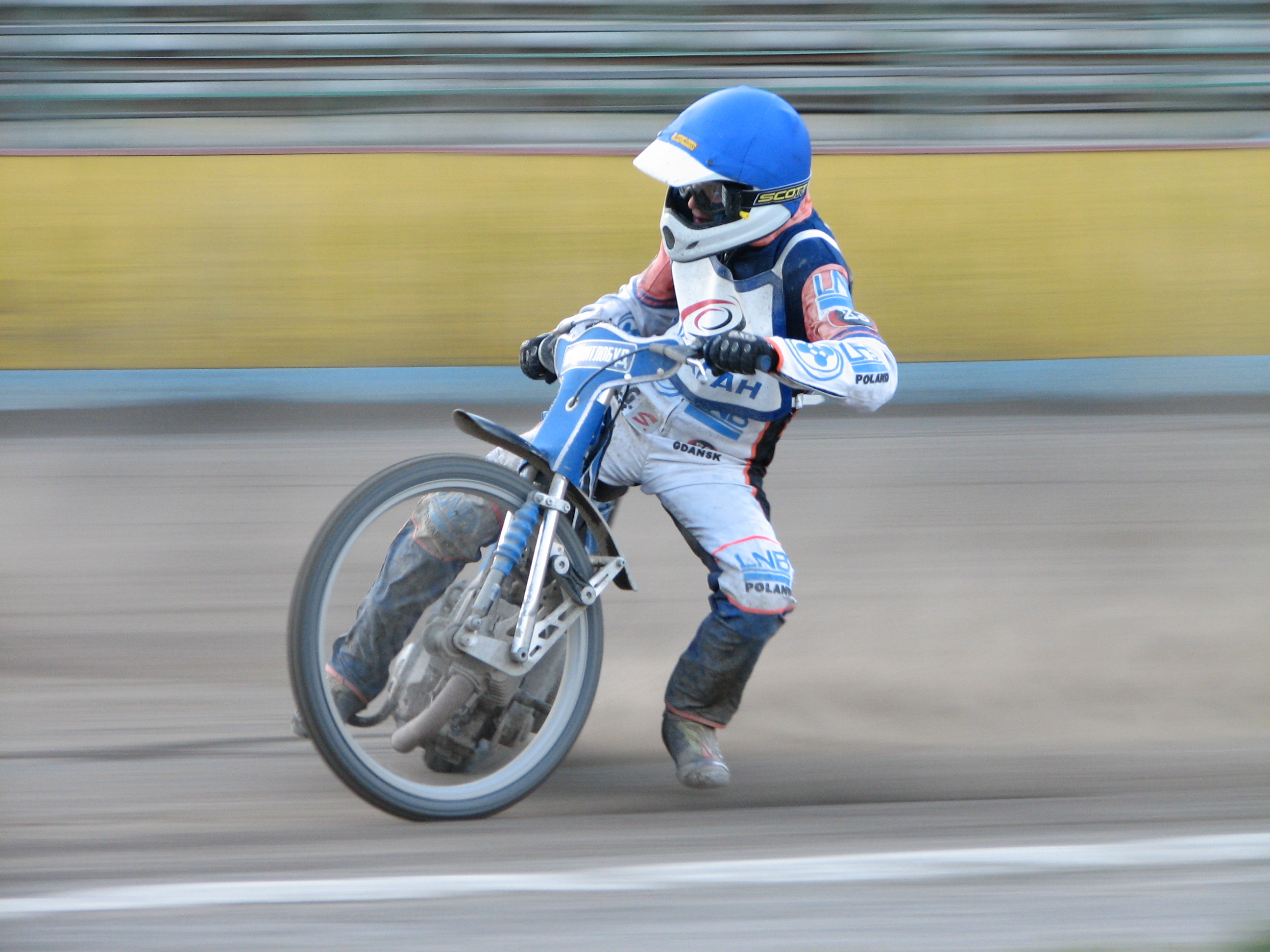
Гонка Ураган (Рівне) - Восток (Владивосток)
26.04.2007. м. Рівне.

- Чотириразовий Чемпіон України в особистому заліку — 1991, 1993, 1994, 1995

- П'ятиразовий Чемпіон України серед пар – 1993, 1994, 1995, 2003, 2004

- Дворазовий Чемпіон України у командному заліку – 1991 (у складі команди Рівного), 2003 (у складі «Спідвей-Клуб-Трофимов» Рівне )

- Володар Кубку України — 2008

- Срібний призер Чемпіонату України у командному заліку — 1993 (у складі «СКА» Львів), 2002, 2004 (у складі «Спідвей-Клуб-Трофимов» Рівне ), 2009 (у складі «Каскад» Рівне)

- Бронзовий призер особистого чемпіонату України — 1988, 1997, 1998

### В СРСР
- Дворазовий Чемпіон СРСР у командному заліку — 1986, 1987 (у складі «Сигнал» Рівне )

- Чемпіон командного чемпіонату Росії — 1994 (у складі «Жигули» Тольятті, РФ), 1995 (у складі «Мега-Лада» Тольятті, РФ)

- Бронзовий призер командного чемпіонату Росії — 1996 (у складі «Локомотив» Даугавпілс, Латвія)

- Бронзовий призер Кубку СРСР серед пар — 1989 (в парі з Д.Грєзіним)

### На міжнародній арені
- Володар «Золотого Шолому Словаччини» — 1995 Жарновіца

- Учасник континентального фіналу особистого чемпіонату світу — 1995 Мішкольц  (6 місце)